# Власні ресурси
Власні ресурси (англ. Own resources) — кошти, що перераховують держави-члени у бюджет Європейського Союзу для фінансування його витрат.
Спершу бюджет ЄС, як будь-якої міжнародної організації, залежав від внесків країн-членів. Однак 21 квітня 1970 року було ухвалене рішення про створення власних ресурсів. З 1 січня 1978 року бюджет ЄС формується тільки з власних ресурсів.
Зазвичай виділяють чотири види власних ресурсів:
- мито на імпорт з третіх країн сільськогосподарської продукції та збори в рамках спільної організації ринку цукру (зокрема, на виробництво і зберігання);
- митні збори внаслідок застосування спільного митного тарифу на імпорт з третіх країн;
- «ПДВ-джерело»: відрахування від надходжень податку на додану вартість до національних бюджетів за гармонізованою ставкою. Вона становила 1 % до 1999 року, та після ухвалення у вересні 2000 року нового рішення про власні ресурси, зменшилась до 0,75 % у 2002 та 2003, і 0,5 % у 2004. База відрахувань не може перевищувати 50 % ВНП країни;
- так званий додатковий ресурс, оскільки його обсяг встановлюється залежно від трьох інших джерел наповнення бюджету. Він спирається на реальну платоспроможність держави-члена і полягає у відрахуванні певного відсотка від ВНП країни.

Перші два види надходжень називають традиційними власними ресурсами, з них починалося формування власного бюджету ЄС. ПДВ-джерело запровадили 1979 року, а «додатковий ресурс» — 1988 року.
2002 року дохідна частина бюджету ЄС становила 95,6 мільярда євро, 43 % яких — це відрахування від ВНП, 38,3 % — з «ПДВ-джерела», 14,8 % — стягнення спільного мита, 1,8 % — сільськогосподарські збори. Власні ресурси не повинні перевищувати 1,27 % від сукупного ВНП держав-членів.
Існують ще й інші, хоча й менш вагомі джерела наповнення бюджету ЄС, а саме: надлишок з попереднього року; податки на прибутки службовців Євросоюзу; штрафи, які стягує Комісія, за порушення законів ЄС.